# Лесная Хмелёвка
Лесная Хмелёвка — село в Мелекесском районе Ульяновской области. Входит в состав Тиинского сельского поселения.

## География
Располагается близ реки Хмелёвки в 34 км от Димитровграда и в 86 км от Ульяновска.

## История
Было основано в 1699 году при переселении крестьян из Кремёнок и Грязнухи (ныне Волжское). 
С постройкой церкви во имя Архистратига Михаила, село по названию церкви стало называться Архангельское.
В 1780 году село Архангельское Хмелевка тож, при речке Хмелевке, приписаных к Вознесенскому заводу крестьян, с 780 ревизских душ, вошла в состав Ставропольского уезда Симбирского наместничества. В 1796 году — в Симбирской губернии.
В 1831 году была построена деревянная церковь, но в 1850 году она была уничтожена пожаром, а в 1860 воздвигнута новая, каменная трёхпрестольная церковь с главным престолом в честь Архангела Михаила, великомученика Дмитрия Салунского и великомученицы Екатерины.
В 1851 году село вошло в состав Самарской губернии.
В «Списке населенных мест» Самарской губернии за 1859 год указано как удельное село Хмелёвка (Архангельское) Ставропольского уезда, в которой насчитывалось 257 дворов и проживало 2930 человек (1317 мужчин и 1613 женщин), а также имелась православная церковь и устраивались базары.
С 1861 года Хмелёвка — волостное село, центр Хмелёвской волости. В 1863 году состоялось открытие школы.
В 1889 в селе насчитывалось 703 двора и проживало 4017 человек, в нём располагалось волостное правление, земская школа и 4 водяные мельницы, по вторникам проводились базары. Местные жители изготавливали дровни, сани, полозья, колёса, бочки и прочее.
По данным за 1910 год в селе располагалась: церковь, земская школа с библиотекой, 19 мельниц (2 — водяных и 17 — ветряных), 940 дворов. Население составляло 4549 человек (2263 мужчин и 2286 женщин).
С 1960 г. — совхоз «Хмелёвский» с. Лесная Хмелёвка Мелекесского района Ульяновской области.

## Население
| 1859 | 1889  | 1897  | 1910  | 2010 |
| ---- | ----- | ----- | ----- | ---- |
| 2930 | ↗4017 | ↘3976 | ↗4548 | ↘999 |

## Известные люди
- Игонин, Владимир Панфилович — комбайнер совхоза «Хмелевский», Герой Социалистического Труда.
- Ковалёва, Анастасия Васильевна ― заместитель председателя областного Совета Народных депутатов, заместитель главы администрации Ульяновской области, почётный гражданин Ульяновской области (2000), работала агрономом отделения совхоза «Хмелёвский».

## Достопримечательности
ПАМЯТНИКИ ИСТОРИИ:
- Памятник-обелиск, погибшим во время Чапанного восстания, лето 1918 г.[14]
- Обелиск воинам Великой Отечественной войны (1971 г.)[15]

ПАМЯТНИКИ АРХИТЕКТУРЫ:
- Дом крестьянина с бакалейной лавкой 1867 г.
- Дом крестьянский 2-я пол. XIX в.
- Здание торговой лавки 2-я пол. XIX в.

ПАМЯТНИКИ АРХЕОЛОГИИ: 
- Курганная группа «Лесная Хмелевка (2 насыпи) 2-я пол. II тыс. до н. э.(?)
- Курган «Лесная Хмелевка-1» 2-я пол. II тыс. до н. э.(?)
- Курган «Лесная Хмелевка-2» 2-я пол. II тыс. до н. э.(?)
- Курган «Лесная Хмелевка-3» 2-я пол. II тыс. до н. э.(?)
- Могильник «Лесная Хмелевка» X-XIII вв.[14]